# Sandra Echeverría
Sandra Echeverría Gamboa (ur. 11 grudnia 1984 w mieście Meksyk) – meksykańska aktorka, piosenkarka i modelka. Znana m.in. z tytułowej roli w telenoweli Marina.

## Życie i kariera
Echeverría urodziła się 11 grudnia 1984 roku w mieście Meksyk w Meksyku, jej rodzicami są Meksykanin Mario Echeverría i Dominikanka Sara Antoniata. W 2002 roku zagrała w telenoweli Súbete a mi moto, nadawanej na kanale TV Azteca, obok Bárbary Mori i Michela Browna. W 2004 roku wystąpiła w serialu Soñarás, zrealizowanym przez stację TV Azteca. W 2006 roku zagrała główną rolę w serialu Marina, u boku Mauricio Ochmanna. Jej partner w telenoweli został ostatecznie zastąpiony przez Manolo Cardona.
W 2011 roku zagrała w serialu Miłość i przeznaczenie w produkcji Televisa z Davidem Zepedą. W 2012 roku wystąpiła w telenoweli Relaciones Peligrosas wyprokukowaną przez Telemundo z Gabrielem Coronelem.

## Kariera muzyczna
Gdy Sandra miała 14 lat, stała się członkiem grupy Perfiles, która później zmieniła nazwę na Crush. Dzięki tej grupie Sandra mogła nagrać 2 albumy i wystąpić na ponad 200 koncertach. Wśród piosenek Crusha są: „Puede ser”, „Eres tú”, „Si tú te vas”. W 2011 roku Sandra wydała swój pierwszy solowy album zatytułowany Sandra Echeverria, pierwszym singlem z albumu był „La fuerza del destino”, ale nie zawierał Marc Anthony.

## Muzyka
Do telenoweli Marina, w której odgrywała tytułową rolę, zaśpiewała piosenkę „ Nos volveremos a ver”.
Do telenoweli Pustynna miłość, w której odgrywała główną rolę wykonała utwór „El velo del amor” z Mario Reyes. Również wykonała utwór „La fuerza del destino” w duecie z Marc Anthony do telenoweli Miłość i przeznaczenie.
Do telenoweli Uzurpatorka zaśpiewała „Tu lugar es mi lugar”.

## Życie prywatne
Od 2006 do 2009 roku spotykała się z meksykańsko-amerykańskim aktorem Demiánem Bichirem, od 2010 do 2011 roku spotykała się z meksykańskim wokalistą i autorem tekstów Reyli Barbą.
Od 19 października 2014 roku jest w związku małżeńskim z Leonardo de Lozanne. Mają razem syna Andrésa (ur. 2015 r.).

## Filmografia
- 2002–2003 – Súbete a mi moto jako Mariana Toledo
- 2004 – Soñarás jako Estefanía
- 2006 – The Oakley Seven jako Ana María
- 2006–2007 – Marina jako Marina Hernández
- 2007 – Crazy jako Sultry Brunette
- 2008 – Double Dagger jako Carmen
- 2008 – Free Style jako Alex Lopez
- 2009 – Condones.com jako Gabriela
- 2009 – 2033 jako Lucía
- 2010 – Pustynna miłość (El clon) jako Jade Mebárak
- 2010 – Héroes verdaderos jako Tonatzin (głos)
- 2010 – De día y de noche jako Aurora
- 2011 – Miłość i przeznaczenie (La fuerza del destino) jako Lucía Lomelí Curiel
- 2011 – El Cartel de los Sapos jako Eliana
- 2011 – Generator Rex jako Beatriz (głos)
- 2011 – Esperanza del corazón jako ona sama
- 2012 – Relaciones Peligrosas jako Miranda Beatriz Cruz
- 2012 – Savages: Ponad bezprawiem (Savages) jako Magdalena „Magda” Sánchez
- 2012 – Casa de mi padre jako żona Miguela Ernesto
- 2013 – The Bridge: Na granicy (The Bridge) jako Sara Vega
- 2014 – Cambio de ruta jako Nicté Domínguez
- 2014 – Quiero ser fiel jako Sara Rincón
- 2014 – Volando bajo jako Sara Medrano
- 2014 – Amor de mis amores jako Lucía
- 2014 – The Book of Life jako Claudia (głos)
- 2016 – Busco novio para mi mujer jako Dana
- 2016 – Sekretne życie zwierzaków domowych (The Secret Life of Pets) jako Maria (głos)
- 2017 – La querida del Centauro jako Ana Velazco
- 2017 – Zabójcze umysły: poza granicami (Criminal Minds: Beyond Borders) jako Paola
- 2018 – Más sabe el Diablo por viejo jako Dafne
- 2018 – El día de la unión jako Ximena
- 2018 – Justice for All jako Elaine
- 2019 – Sekretne życie zwierzaków domowych 2 (The Secret Life of Pets 2) jako różne głosy (głos)
- 2019 – La Bandida jako Graciela Olmos „La Bandida”
- 2019 – Uzurpatorka (La usurpadora) jako Paola Miranda / Paulina Doria
- 2020 – Las pildoras de mi Novio jako Jess

## Dyskografia

### Albumy studyjne
| Rok  | Dane dot. albumu                                                                                   |
| ---- | -------------------------------------------------------------------------------------------------- |
| 2011 | Sandra Echeverría - Wydany: 21 czerwca 2011 - Wytwórnia: Sony Music - Format: CD, digital download |
| 2019 | Instinto - Wydany: 8 marca 2019 - Wytwórnia: Casa Nacional - Format: CD, digital download          |

## Nagrody i nominacje
| Rok  | Nagroda                       | Kategoria                                                             | Rezultat  |
| ---- | ----------------------------- | --------------------------------------------------------------------- | --------- |
| 2002 | Mexican Journalist Circle     | Najlepsza nowa aktorka                                                | Wygrana   |
| 2007 | New York ACE Awards           | Najlepsza nowa twarz                                                  | Wygrana   |
| 2010 | Premios People en Español     | Najlepsze odkrycie roku (Pustynna miłość)                             | Nominacja |
| 2010 | Premios People en Español     | Najlepsza para (oraz Mauricio Ochmann; Pustynna miłość)               | Nominacja |
| 2011 | Premios TVyNovelas (Kolumbia) | Najlepsza aktorka pierwszoplanowa (Pustynna miłość)                   | Nominacja |
| 2011 | Premios People en Español     | Najlepsza aktorka (Miłość i przeznaczenie)                            | Nominacja |
| 2011 | Premios People en Español     | Najlepsza para (oraz David Zepeda; Miłość i przeznaczenie)            | Nominacja |
| 2012 | Premios TVyNovelas (Meksyk)   | Najlepsza aktorka pierwszoplanowa (Miłość i przeznaczenie)            | Wygrana   |
| 2012 | Premios TVyNovelas (Meksyk)   | Najlepszy motyw muzyczny (oraz Marc Anthony; „La fuerza del destino”) | Nominacja |
| 2012 | Premios Juventud              | Dziewczyna moich marzeń (Miłość i przeznaczenie)                      | Nominacja |
| 2012 | Premios Juventud              | Najlepszy motyw novelero (oraz Marc Anthony; „La fuerza del destino”) | Nominacja |
| 2012 | Premios People en Español     | Najlepsza aktorka (Relaciones Peligrosas)                             | Nominacja |
| 2012 | Premios People en Español     | Najlepsza para (oraz Gabriel Coronel; Relaciones Peligrosas)          | Nominacja |
| 2020 | Premios TVyNovelas (Meksyk)   | Najlepsza aktorka (Uzurpatorka)                                       | Wygrana   |
| 2020 | Premios TVyNovelas (Meksyk)   | Najlepszy czarny charakter (Uzurpatorka)                              | Wygrana   |